# 狩小川村
狩小川村（かこがわ そん / むら）は、広島県安佐郡にあった村。現在の広島市安佐北区の一部にあたる。

## 地理
白木山の南方、三篠川の流域に位置していた。

## 歴史
- 1889年（明治22年）4月1日、町村制の施行により、高宮郡狩留家村、小河原村、上深川村が合併して村制施行し、狩小川村が発足[1][2]。旧村名を継承した狩留家、小河原、上深川の3大字を編成[2]。
- 1898年（明治31年）10月1日、郡の統合により安佐郡に所属[1][2]。
- 1955年（昭和30年）3月31日、安佐郡深川村、落合村、口田村と合併し、町制施行し高陽町を新設して廃止された[1][2]。

### 地名の由来
合併村名の各一文字を組み合わせたもの。

## 産業
- 農業、養蚕[2]

## 交通

### 鉄道
- 1913年（大正4年）芸備鉄道（現芸備線）広島～志和地間開通、狩留家駅開設[2]。1948年（昭和23年）上深川駅開設[2]。